# Mikael Nilsson (Fußballspieler, 1968)
Mikael Nilsson (* 28. September 1968 in Falköping) ist ein ehemaliger schwedischer Fußballspieler. Er spielte in Abwehr und Mittelfeld. 
Nilsson ist mit 609 Spielen, davon 306 in der Fotbollsallsvenskan, für die A-Mannschaft Rekordspieler des IFK Göteborg. Er spielte beim Verein bis 2001 und gewann mit ihm in den Jahren 1990, 1991, 1993, 1994, 1995 und 1996 sieben Mal die schwedische Meisterschaft sowie 1992 den schwedischen Pokal. Daneben war er Anfang der 1990er Jahre lange schwedischer Nationalspieler. Er war Mitglied des Auswahlkaders seiner Heimat sowohl für die Europameisterschaft 1992 als auch für die Weltmeisterschaft 1994, kam aber in beiden Turnieren nicht zum Einsatz.  
Nilsson ist nicht mit dem gleichnamigen, 1978 geborenen schwedischen Nationalspieler und WM-Teilnehmer 2006 Mikael Nilsson zu verwechseln.
| Personendaten    | Personendaten               |
| ---------------- | --------------------------- |
| NAME             | Nilsson, Mikael             |
| KURZBESCHREIBUNG | schwedischer Fußballspieler |
| GEBURTSDATUM     | 28. September 1968          |
| GEBURTSORT       | Falköping, Schweden         |